# Erna Solberg
Erna Solberg (/ˌæːʁnɑ ²suːlbæʁɡ/), née le 24 février 1961 à Bergen, est une femme d'État norvégienne, membre du Parti conservateur (Høyre) et Première ministre de 2013 à 2021.
Membre du Parlement norvégien depuis 1989, puis ministre des Collectivités territoriales et du Développement régional dans le second gouvernement de Kjell Magne Bondevik de 2001 à 2005, Erna Solberg est élue présidente du Parti conservateur en 2004, succédant à Jan Petersen.
Après les élections législatives de 2013, elle forme un cabinet minoritaire, constitué avec le Parti du progrès, une formation populiste. Elle est reconduite à la tête du gouvernement à la suite des élections de 2017. Elle perd sa majorité parlementaire à la suite des élections législatives de 2021 et cède le pouvoir au travailliste Jonas Gahr Støre.

## Biographie

### Famille et jeunesse
Erna Solberg est née le 24 février 1961 à Bergen, dans le Vestlandet, au sud-ouest de la Norvège. Elle est la fille d'Asbjørn Solberg (1925-1989), consultant pour la Bergen Sporvei, et d'Inger Wenche Torgersen (1926-2016), employée de bureau. Ses parents sont tous deux cadres. Elle grandit dans le quartier aisé de Kalfaret, comme ses deux sœurs.

### Débuts en politique
Après avoir achevé ses études de sociologie et de sciences politiques, elle représente au Parlement norvégien le comté de Hordaland depuis 1989. Elle est ministre des Collectivités territoriales et du Développement régional dans le second gouvernement Bondevik, du 19 octobre 2001 au 17 octobre 2005. Le 5 mai 2002, elle devient première vice-présidente du Parti conservateur.
Elle se fait connaitre comme ministre pour ses positions anti-immigration et pour les pressions qu'elle a exercées sur le ministère des Affaires étrangères pour tenter d'expulser du pays le dirigeant religieux kurde Mullah Krekar. Elle fait refuser l'asile politique à Mordechai Vanunu afin de ne pas détériorer les relations avec Israël.

### Présidente du Parti conservateur
Élue à la tête du parti le 9 mai 2004, elle en dirige la campagne pour les élections législatives du 12 septembre 2005. Lors de ce scrutin, le parti obtient 14,1 % des voix et 23 députés sur 169, le plus mauvais résultat de son histoire. Elle en conserve cependant la direction.
À l'occasion des élections législatives du 14 septembre 2009, les conservateurs remontent assez nettement, recueillant 17,2 % des suffrages et 30 sièges, restant cependant en troisième position derrière le Parti du progrès.
Son parti progresse fortement lors des élections législatives du 9 septembre 2013, avec 26,8 % des voix et 48 parlementaires. La formation ayant retrouvé sa position de deuxième parti de Norvège et le « bloc bourgeois », expression désignant le regroupement informel du Parti conservateur, du Parti du progrès, du Parti populaire chrétien et du Parti libéral, disposant d'une majorité absolue de 97 députés, Erna Solberg engage des négociations en vue de la formation d'un gouvernement.

### Première ministre
N'ayant pas convaincu les partis populaire chrétien et libéral de rejoindre le cabinet qu'elle comptait former, Erna Solberg présente, le 16 octobre 2013, un gouvernement paritaire de dix-huit membres, auquel participent seulement le Parti conservateur et le Parti du progrès dont la présidente, Siv Jensen, se voit confier l'important ministère des Finances alors que les ministères des Réformes et du Développement international sont supprimés.
Elle doit faire face à des tensions entre les composantes de sa majorité, conduisant à une rupture avec le Parti du progrès[Quand ?].
Elle hérite du surnom de « Erna de fer », en référence à l'ex-Première ministre britannique Margaret Thatcher, pour sa gestion de la crise migratoire en 2015, pendant laquelle elle avait durci les conditions d’accueil.
Elle est reconduite à la tête du gouvernement à la suite des élections de 2017.
Pour faire face à la chute des cours du pétrole en mars 2020, son gouvernement adopte une série de mesures visant à soutenir les entreprises, telles que la simplification des procédures de mise à pied temporaires des salariés, et des privilèges fiscaux.
À l'occasion de la pandémie de Covid-19, elle écope en avril 2021 d'une amende équivalente à environ 2 000 € pour ne pas avoir respecté les restrictions de réunion établies par son gouvernement deux mois auparavant, alors qu'elle fêtait son anniversaire à Geilo.
Au cours des élections législatives de 2021, sa coalition gouvernementale et les partis la soutenant perdent la majorité au profit des partis de gauche, emmenés par le Parti travailliste de Jonas Gahr Støre qui lui succède officiellement le 14 octobre 2021,.
Elle est en 2023 au cœur d'un scandale politique en raison des accusations de délit d'initié portées contre son mari. Ce dernier, cadre d'une organisation patronale, a réalisé des milliers de transactions boursières alors qu'elle était au pouvoir et semble avoir pu bénéficier d'informations confidentielles. Erna Solberg assure ne pas avoir été au courant de ces opérations boursières et déplore « une grave rupture de confiance » avec son époux.

## Vie privée
Mariée à l'homme d'affaires Sindre Finnes, elle est mère de deux enfants.